# Lista de alcanos de cadeia linear e suas propriedades
A lista a seguir é de alcanos de cadeia linear e suas propriedades, ordenados por número de átomos de carbono:
| Fórmula | Nome          | Ponto de fusão (°C) | Estado físico nas CNTP | Ponto de ebulição (°C) | Densidade do líquido (g/ml) | Peso molecular |
| ------- | ------------- | ------------------- | ---------------------- | ---------------------- | --------------------------- | -------------- |
| CH4     | Metano        | -183                | Gás                    | - 162                  | 0,54                        | 16,04          |
| C2H6    | Etano         | -172                | Gás                    | - 89                   | 0,55                        | 30,07          |
| C3H8    | Propano       | -187                | Gás                    | - 42                   | 0,58                        | 44,09          |
| C4H10   | n-Butano      | - 135               | Gás                    | - 1                    | 0,60                        | 58,12          |
| C5H12   | n-Pentano     | - 130               | Líquido                | 36                     | 0,63                        | 72,15          |
| C6H14   | n-Hexano      | - 94                | Líquido                | 69                     | 0,66                        | 86,17          |
| C7H16   | n-Heptano     | - 91                | Líquido                | 98                     | 0,68                        | 100,20         |
| C8H18   | n-Octano      | - 57                | Líquido                | 126                    | 0,70                        | 114,23         |
| C9H20   | n-Nonano      | - 54                | Líquido                | 151                    | 0,72                        | 128,25         |
| C10H22  | n-Decano      | - 30                | Líquido                | 174                    | 0,73                        | 142,28         |
| C11H24  | n-Undecano    | - 26                | Líquido                | 196                    | 0,74                        | 156,30         |
| C12H26  | n-Dodecano    | - 12                | Líquido                | 214,5                  | 0,76                        | 170,33         |
| C14H30  | n-Tetradecano | 6                   | Líquido                | 251                    | 0,76                        | 198,38         |
| C15H32  | n-Pentadecano | 10                  | Líquido                | 271                    | 0,77                        | 212,41         |
| C16H34  | n-Hexadecano  | 18                  | Líquido                | 287                    | 0,77                        | 226,44         |
| C18H38  | n-Octadecano  | 28                  | Sólido                 | 308                    | 0,77                        | 254,49         |
| C20H42  | n-Eicosano    | 38                  | Sólido                 | 343                    | 0,78                        | 282,54         |
| C30H62  | n-Triacontano | 70                  | Sólido                 |                        | 0,79                        | 422,82         |